# Boomerang (Knott's Berry Farm)
Pour les articles homonymes, voir Boomerang (homonymie).
Boomerang sont d'anciennes montagnes russes navette du parc Knott's Berry Farm, situées à Buena Park, en Californie, aux États-Unis. Il s'agit d'une des montagnes russes de type Boomerang de Vekoma.

## Le circuit
Son tracé propose un parcours aller-retour. Le train est d'abord tracté en marche arrière par un chariot remorqueur rattaché à un câble tout en haut du premier pan incliné, puis lâché à une hauteur de 35 mètres. Il traverse alors la gare à 80 km/h avant de faire trois inversions. Il est alors de nouveau tracté par une chaîne motrice montée sur des pistons, avant de refaire le même parcours en marche arrière, et revenir en gare.

## Statistiques
- Dimensions : 88 mètres x 30 mètres
- Élément : boomerang, looping vertical
- Train : un seul train de 7 wagons, les passagers sont placés par deux sur deux rangs pour un total de 28 passagers par train.